# Stormbreaker (film)
 For alternative betydninger, se Stormbreaker. (Se også artikler, som begynder med Stormbreaker)
Stormbreaker er en spionfilm fra 2006 baseret på Stormbreaker, den første roman i Alex Rider-serien af Anthony Horowitz. 
Nytilkomne Alex Pettyfer spiller teenagerspion sammen med skuespiller som Mickey Rourke, Bill Nighy og Ewan McGregor. 
Filmen havde danmarkspremiere den 13. oktober 2006. 
I Storbritannien blev den godt modtaget af anmeldere og publikum.
I USA fik filmen navnet Alex Rider: Operation Stormbreaker. 